# Daniel Vasile Oajdea
Daniel Vasile Oajdea (n. 11 iunie 1969, Vaslui, Vaslui, România) este un politician român. În anul 2008 a fost ales deputat în circumscripția electorală nr. 24 Iași, colegiul uninominal nr. 9 Dacia pe listele Partidului Democrat Liberal.
La 14 iunie 2010 a fost exclus din PDL pentru că a votat moțiunea de cenzură depusă de opoziție împotriva guvernului Boc, când a decis tăierea salariilor. La alegerile din 9 decembrie 2012 a fost reales deputat de Iași, în același colegiu uninominal, prin redistribuire.

## Cariera politică

### În PDL
Daniel Oajdea și-a început cariera politică ca membru al Partidului Democrat (PD). A fost vice-președinte al tineretului PD Iași și după aceea, a filialei locale.
După fuziunea PD cu PLD, a fost membru în BPL al Partidului Democrat Liberal (PDL) Iași, partid rezultat din această fuziune. În 2008, a fost desemnat candidat pentru un mandat de deputat în circumscripția Iași, pe colegiul 9. Câștigă alegerile din 2008 și obține un mandat.
În 2010, Oajdea a criticat conducerea PDL pentru decizia de tăiere a salariilor. De asemenea, a anunțat că va vota moțiunea de cenzură a opoziției. În urma acestor declarații, filiala PDL Iași a depus cererea de excludere din partid a deputatului. Convenția ținută a aprobat excluderea parlamentarului.

### În PP-DD
```
 În luna noiembrie a anului 2012, a fost desemnat candidat pentru un nou mandat de deputat, din partea PP-DD. La 
alegerile parlamentare
, a ieșit pe locul 2, dar a reușit să obțină un nou mandat prin redistribuire. Oajdea a fost numit președinte al Comisiei pentru tehnologia informației din 
Camera Deputaților
, preluând această comisie în urma unor negocieri dinăuntrul noului legislativ ales.
```

## Biografie

### Studii și specializări
- 1975-1983 Școala Generală cu clasele I-VIII, Costești, județul Vaslui
- 1983-1987 Liceul Sanitar Iași
- 1993-1998 absolvent șef promoție 1998, Universitatea Tehnică "Gheorghe Asachi"  din Iași, Facultatea de Construcții și Arhitectură, secția Instalații
- 2004 doctorand în domeniul Inginerie Civilă-Geotehnică și Fundații

### Activitate profesională
- Director general al S.C. Concurs S.R.L.

### Cariera politica
- Membru în Societatea Română de Geotehnică și Fundații
- Consilier local al Municipiului Iași
- Membru în BPL PD-L Iași
- Vicepreședinte BPL PD Iași
- Vicepreședinte al Organizației de Tineret a Partidului Democrat din Iași
- Președinte "Liga Studenților de Profil Tehnic"
- Membru în Consiliul de administrație la "Casa de cultură a studenților" Iași
- Deputat PDL ales în circumscripția Iași, colegiul electoral 9
- Deputat PP-DD ales în circumscripția Iași, colegiul electoral 9
- Președintele Comisiei pentru tehnologia informației și comunicațiilor din Camera Deputatilor